# Ash Fork (Arizona)
Ash Fork es un lugar designado por el censo ubicado en el condado de Yavapai en el estado estadounidense de Arizona. En el Censo de 2010 tenía una población de 396 habitantes y una densidad poblacional de 66,25 personas por km².

## Geografía
Ash Fork se encuentra ubicado en las coordenadas 35°13′2″N 112°29′29″O / 35.21722, -112.49139. Según la Oficina del Censo de los Estados Unidos, Ash Fork tiene una superficie total de 5.98 km², de la cual 5.98 km² corresponden a tierra firme y (0%) 0 km² es agua.

## Demografía
Según el censo de 2010, había 396 personas residiendo en Ash Fork. La densidad de población era de 66,25 hab./km². De los 396 habitantes, Ash Fork estaba compuesto por el 80.56% blancos, el 0.76% eran afroamericanos, el 1.52% eran amerindios, el 0% eran asiáticos, el 0% eran isleños del Pacífico, el 12.12% eran de otras razas y el 5.05% pertenecían a dos o más razas. Del total de la población el 42.17% eran hispanos o latinos de cualquier raza.